# Apocalypse de 1313
L'Apocalypse dite de 1313 est un manuscrit de l'Apocalypse de Jean enluminé, daté de 1313, conservé à Bibliothèque nationale de France (Français 13096). Le manuscrit contient 162 miniatures, l'un des cycles d'illustrations les plus importants et les plus originaux pour un manuscrit de l'apocalypse.

## Historique
Le manuscrit contient de manière exceptionnelle pour l'époque un colophon. Celui-ci indique : « L'an de l'Incarnation M.CCC. et XIII, le semedi après le sain Donis fut parfais cis Apokapse. Colins Chadewe l'ordinat et l'enluminat. ». L'ouvrage a ainsi été achevé en octobre 1313 par un enlumineur du nom de Colin Chadewe ou Chadelve, un peintre mosan actif à Liège à l'époque,. Il s'agit de l'un des plus anciens manuscrits signés exécutés par un laïc.
Le manuscrit pourrait avoir été réalisé pour Isabelle de France, fille de Philippe le Bel et épouse d'Édouard II d'Angleterre. Une apocalypse est en effet mentionnée dans son inventaire après-décès en 1358. En 1313, la reine consort d'Angleterre effectue un séjour à Paris avec son époux, qui pourrait avoir été l'occasion de la commande de l'ouvrage.
Le manuscrit est conservé au XVe siècle dans la bibliothèque de Philippe le Bon.

## Description
Le manuscrit est rédigé en français, avec le texte de l'apocalypse (f. 1 à 87) suivi d'une compilation de commentaires du texte peut-être d'origine franciscaine (f. 87v-166).
Les miniatures, très nombreuses (162), insistent particulièrement, et ce pour une des premières fois, sur la représentation de l'Enfer. Plusieurs images sont consacrées au supplice des différents métiers de l'artisanat, chacun étant supplicié avec les outils traditionnel de son activité. 